# Sphaerodactylus klauberi
Espèce
Statut de conservation UICN

 LC  : Préoccupation mineure
Sphaerodactylus klauberi est une espèce de geckos de la famille des Sphaerodactylidae.

## Répartition
Cette espèce se rencontre à Cuba et à Porto Rico.

## Étymologie
Cette espèce est nommée en l'honneur de Laurence Monroe Klauber.

## Publication originale
- Grant, 1931 : The sphaerodactyls of Porto Rico, Culebra and Mona islands. The Journal of agriculture of the University of Puerto Rico, vol. 15, p. 199-213.